# ルーローの多角形

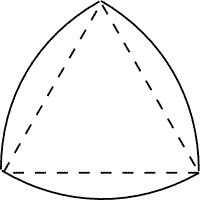
正三角形(破線)とそれから作られるルーローの三角形(実線)

ルーローの多角形（ルーローのたかっけい）は、正奇数角形（正三角形、正五角形、正七角形、等）の辺を膨らませてできる定幅図形である。正何角形を元にしたかで、ルーローの三角形、ルーローの五角形、ルーローの七角形等と呼ばれる。

## 概要
正奇数角形の各頂点を中心とし最も長い対角線を半径とする円を描いた場合の、それらの共通部分である。すなわち、正奇数角形の辺となる線分が、向かい合う頂点を中心とする円弧で置き換えられている。
ルーローの多角形が作図できるのは、頂点と辺が向かい合っている正奇数角形に対してだけである。頂点と辺ではなく、頂点と頂点、辺と辺が向かい合っている正偶数角形からは作れない。辺に向かい合った頂点のかわりに向かい合った辺の中点を使えば、似たような膨らんだ偶数角形が得られるが、定幅図形ではないので、ルーローの偶数角形とはみなさない。

## 性質
定幅図形であり、高さを変えずに転がることができる。ただし、円と異なり、重心の高さは変化する。しかし辺の数が大きくなるにつれて、最高の重心の高さと最低の高さの差が小さくなるので、ルーローの三角形よりもスムーズに転がる。
n → ∞ の時、ルーローの n 角形の極限は円になる（n は3以上の奇数、以下同様）。
ルーローの n 角形の内角は {\displaystyle (1-1/n)\pi \,} で、これは正 n 角形の内角と平角 ({\displaystyle \pi \,}) の平均である。言い換えると、ルーローの n 角形の内角の補角は正 n 角形のそれの半分になっている。
ルーローの n 角形は正 n + 1 角形に内接しながら回転できる。このため、ルーローの三角形のドリルは正方形の孔を開けるのに利用できる。ただし、ルーローの n 角形の内角は正 n + 1 角形の内角より大きいため、角は削りきれず楕円弧になる。
幅が等しい定幅図形の周の長さは等しいとするバービエの定理より、幅 s のルーローの n 角形の周の長さは n によらず直径 s の円周に等しい {\displaystyle \pi s\,} である。辺の長さは {\displaystyle (\pi /n)s\,} である。また、面積は直径 s の円より小さい。

## 応用
イギリスの20ペンス硬貨や50ペンス硬貨は、ルーローの七角形型をしている。
硬貨は定幅図形としての性質がなければ、自動販売機に入れた時、途中で引っかったり、機械が実際の物よりも小さい物と判断されたりしかねず、不自由である。しかし、この硬貨は定幅図形なので円形の硬貨と同じように不自由なく使える。
一方で回転時に重心の高さが変化するので、円のようにスムーズに転がることが出来ないが、これは誤って硬貨を落とした時に、転がって手の届かないところに行ってしまうことが少なくなる効果がある。その他にも、硬貨の形に円弧を持たせることによって、その硬貨を外部の力に対して強くするという目的がある。